# Odyssée (album d'Emmanuel Moire)
Pour les articles homonymes, voir Odyssée (homonymie).
Albums de Emmanuel Moire
La Rencontre
(2015)
Singles
1. Et si on parlait d'amour
Sortie : avril 2018
2. La Promesse
Sortie : octobre 2018
3. Le Héros
Sortie : juin 2019

Odyssée est le cinquième album d'Emmanuel Moire, sorti le 15 février 2019.

## Historique
En octobre 2017, le chanteur se sépare de son manager, Olivier Ottin, après huit ans de collaboration.
En avril 2018 paraît la chanson Et si on parlait d’amour, écrite par son interprète et composée avec ses musiciens, annonçant un nouveau son, plus électro. 
En octobre 2018 paraît une deuxième chanson, La Promesse, qui concourt à l’émission Destination Eurovision en janvier 2019, afin de représenter la France au concours Eurovision de la chanson 2019. La chanson se qualifie pour la finale nationale et se classe quatrième.
Le 8 février 2019, la chanson La femme au milieu est dévoilée et est dédiée à la grand-mère d’Emmanuel Moire.
L’album Odyssée sort le 15 février 2019. Il contient treize titres, dont la majorité est composée et écrite par Emmanuel Moire (avec Jan Pham Huu Tri, Cyrille Nobilet et Éric Langlois), sauf le treizième, pour lequel Jean-Jacques Goldman signe les paroles.
La tournée débute le 8 novembre 2019 en passant par la salle Pleyel à Paris en décembre.

## Liste des titres
| No  | Titre                    | Paroles                                                                           | Musique        | Durée |
| --- | ------------------------ | --------------------------------------------------------------------------------- | -------------- | ----- |
| 1.  | Le grand saut            | Emmanuel Moire                                                                    | Emmanuel Moire | 5:41  |
| 2.  | Et si on parlait d'amour | Eric Langlois, Emmanuel Moire, Jan Pham Huu Tri, Cyrille Nobilet                  |                | 3:44  |
| 3.  | L'épreuve                | Eric Langlois, Emmanuel Moire, Jan Pham Huu Tri, Cyrille Nobilet                  |                | 3:49  |
| 4.  | La femme au milieu       | Emmanuel Moire                                                                    | Emmanuel Moire | 3:45  |
| 5.  | Le plan du monde         | Eric Langlois, Emmanuel Moire, Jan Pham Huu Tri, Cyrille Nobilet, François Bonnet |                | 3:46  |
| 6.  | Qui tu es                | Eric Langlois, Emmanuel Moire, Jan Pham Huu Tri, Cyrille Nobilet                  |                | 3:49  |
| 7.  | La quête                 | Emmanuel Moire                                                                    | Emmanuel Moire | 3:17  |
| 8.  | Le héros                 | Emmanuel Moire, Claire Joseph, Elodie Legros                                      |                | 3:33  |
| 9.  | Le bienveillant          | Eric Langlois, Emmanuel Moire, Jan Pham Huu Tri, Cyrille Nobilet                  |                | 3:08  |
| 10. | La promesse              | Emmanuel Moire                                                                    | Emmanuel Moire | 3:49  |
| 11. | Une vie                  | Eric Langlois, Emmanuel Moire, Jan Pham Huu Tri, Cyrille Nobilet                  |                | 4:48  |
| 12. | Mon Odyssée              | Emmanuel Moire                                                                    | Emmanuel Moire | 4:57  |
| 13. | Des mots à offrir        | Jean-Jacques Goldman                                                              | Emmanuel Moire | 4:39  |

## Classement
| Classement (2019)            | Meilleure position |
| ---------------------------- | ------------------ |
| Belgique (Wallonie Ultratop) | 3                  |
| France (SNEP)                | 6                  |
| Suisse (Schweizer Hitparade) | 23                 |